# British Rail řada 92

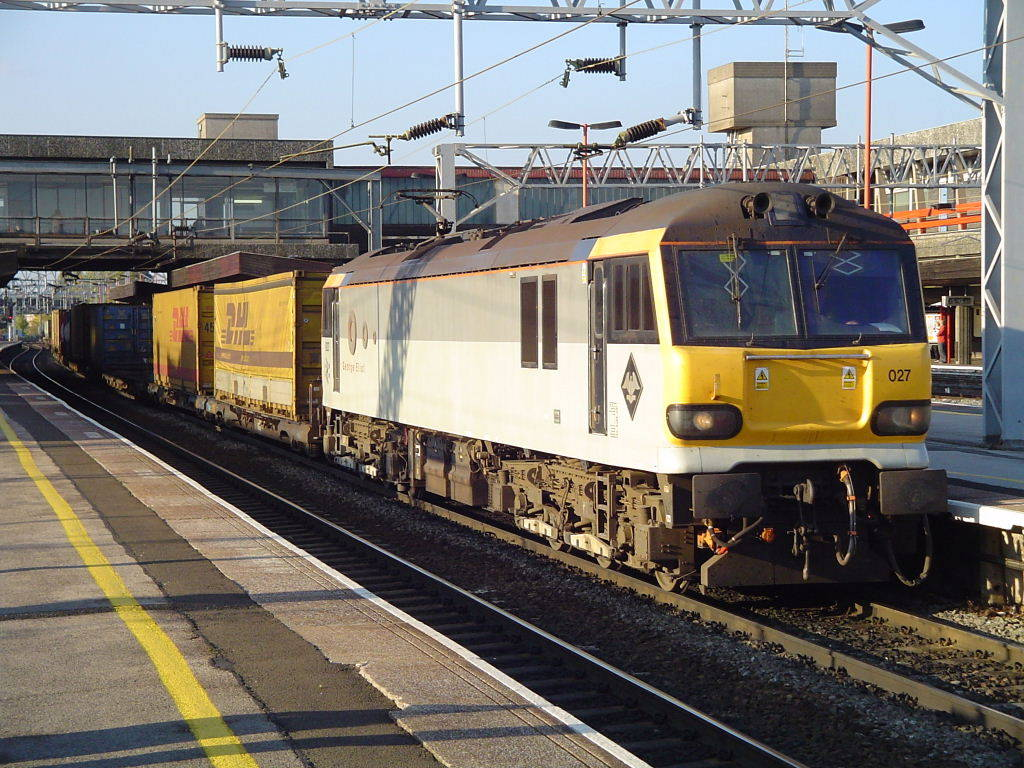
Lokomotiva 92027 George Eliot ve Staffordu

British Rail řada 92 je označení pro čtyřicet šest britských elektrických lokomotiv, vyrobených společností Brush Traction v Loughborough (s výzbrojí ABB) pro hlavní britskou železniční napájecí soustavu 25 kV 50 Hz AC a pro vedlejší 750 DC. Mají uspořádání kol Co´ Co´. Lokomotivy jsou využívány pro provoz nákladních vlaků pod kanálem La Manche směrem do Francie, případně jezdí i v jiných částech Británie. Každá z lokomotiv nese pojmenování po některé z významných osobností evropské kultury (např. jsou lokomotivy J. S. Bach a Benjamin Britten, Victor Hugo nebo H. G. Wells).
V roce 1994 najezdily mnoho kilometrů i v České republice, kde se testovaly (92.001 a 002).
Určitou zajímavostí je napájení 750V a to bočním sběračem podobně jako metro, s tím rozdílem, že metro sbírá proud z napájecí kolejnice zespodu, zatímco tyto lokomotivy shora.